# Pasiphaea kaiwiensis
Pasiphaea kaiwiensis är en kräftdjursart som beskrevs av M. J. Rathbun 1906. Pasiphaea kaiwiensis ingår i släktet Pasiphaea och familjen Pasiphaeidae. Inga underarter finns listade i Catalogue of Life.